# Gynoplistia (Gynoplistia) digitifera
Gynoplistia (Gynoplistia) digitifera is een tweevleugelige uit de familie steltmuggen (Limoniidae). De soort komt voor in het Australaziatisch gebied.